# Оснићка река
Оснићка река или Ваља Маре (у преводу са влашког Велика река) је река у источној Србији и десна притока Црног Тимока. Река је дуга 12 km.
Река извире Јовиној коси на брду Буково на надморској висини од 588 m, узводно од насеља Оснић Буково, тече кроз село Оснић и улива се у Црни Тимок у близини магистралног пута Зајечар-Параћин код насеља Оснић Тимок на висини од 180 m. Површина слива Оснићке реке износи 32,58 km².
Притоке су јој краћи водотокови: Љубин поток, Станимиров поток, Огашу Кролуј, Огашу Лунг (Дугачак поток), Ројбански поток, Огашу Фаца, Огашу Фири, Селиште, Извор и Фаца Свињеш.
Због честих поплава које угрожавају насеља и оранице, у току је изградња регулационих објекта на реци у дужини од 6,7 km.